# Barão de Cruz Alta
Barão de Cruz Alta foi um título nobiliárquico brasileiro criado por D. Pedro II do Brasil, por decreto de 11 de março de 1878, a José Gomes Portinho.
Titulares
- José Gomes Portinho;
- Joaquim de Campos Negreiros.